# Embelia mildbraedii
Embelia mildbraedii är en viveväxtart som beskrevs av Ernest Friedrich Gilg och Schellenberg. Embelia mildbraedii ingår i släktet Embelia och familjen viveväxter. Inga underarter finns listade i Catalogue of Life.